# Felipe da Silva Amorim
Felipe da Silva Amorim (* 4. Januar 1991 in Brasília), auch einfach nur Felipe Amorim genannt,  ist ein brasilianischer Fußballspieler.

## Karriere

### Verein
Felipe Amorim startete seine Laufbahn in der Jugendmannschaft des Goiás EC. Hier schaffte er 2010 den Sprung in die Profimannschaft. Am 28. November 2010 betritt er in der Serie A sein erstes Spiel als Profi gegen Atlético Mineiro. Bereits ein Spiel später, noch in der Saison 2010, erzielte er am 5. Dezember sein erstes Tor als Profi im Spiel gegen Corinthians São Paulo in der höchsten Spielklasse Brasiliens. Für die Jahre 2013 und 2014 wurde Amorim an verschiedene Klubs ausgeliehen. Nach einer Zwischenstation 2015 beim América Mineiro, wurde der Spieler Anfang 2016 vom Fluminense FC verpflichtet. Der Kontrakt erhielt eine Laufzeit bis zum 31. Dezember 2019. Mit dem Klub bestritt er acht Spiele in der Primeira Liga do Brasil 2016 und der Staatsmeisterschaft von Rio de Janeiro. Zum Start der Ligasaison 2016 wurde Amorim an den Coritiba FC ausgeliehen. Zu Folgesaison 2017 kam er auf Leihbasis bis zum Jahresende zum América Mineiro, von dem er 2016 zu FLU kam. Mit dem Klub gewann er in dem Jahr die Meisterschaft in der Série B. Auch für die Saison 2018 wurde der Spieler wieder ausgeliehen. Er kam zum Figueirense FC in die Série B. Auch für die Planungen seines letzten Jahres bei FLU spielte Amorim keine Rolle in den Planungen des Klubs. Er wurde wieder ausgeliehen, seine nächste Station wurde der Guarani FC.
2020 wechselte er nach Thailand und unterschrieb einen Vertrag beim Suphanburi FC. Der Verein aus Suphanburi spielt in der Ersten Liga, der Thai League. Nach 13 Erstligaspielen für Suphanburi wechselte er Ende Dezember 2020 zum Ligakonkurrenten Chiangrai United nach Chiangrai. 2021 wurde er mit Chiangrai Pokalsieger. Nach 64 Erstligaspielen, in denen er zwölf Tore schoss, wurde sein Vertrag im Juli 2023 nicht verlängert.
Ende August 2023 ging Felipe Amorim Indien, wo er beim Erstligisten Hyderabad FC einen Einjahresvertrag erhielt. Nach sechs Erstligaspielen wurde sein Vertrag bei dem Verein aus Hyderabad im Dezember 2023 aufgelöst. Im Januar 2024 kehrte er nach Thailand zurück. Hier unterschrieb er einen Vertrag beim Erstligisten Port FC. Nach 23 Ligaspielen, in denen er zehn Treffer erzielte, wurde sein Vertrag im Mai 2025 nicht verlängert. Im Juni 2025 nahm ihn der Erstligaabsteiger Khon Kaen United FC unter Vertrag.

### Nationalmannschaft
Für die U20-Nationalmannschaft Brasiliens bestritt Felipe Amorim drei Spiele bei den panamerikanischen Spielen 2011.

## Erfolge
Goiás EC
- Série B: 2012

Fluminense Rio de Janeiro
- Primeira Liga do Brasil: 2016

América Mineiro
- Série B: 2017

Figueirense FC
- Staatsmeisterschaft von Santa Catarina: 2018

Chiangrai United
- Thailändischer Pokalsieger: 2020/21